# Евстигнеев, Евгений Александрович
Евге́ний Алекса́ндрович Евстигне́ев (9 октября 1926, Нижний Новгород, СССР — 4 марта 1992, Лондон, Великобритания) — советский и российский актёр театра и кино, театральный педагог. Народный артист СССР (1983). Лауреат Государственной премии СССР (1974) и Государственной премии РСФСР им. братьев Васильевых (1990). Один из актёров-организаторов Московского театра «Современник».

## Биография

### Происхождение
Родился 9 октября 1926 года в Нижнем Новгороде. Детство провёл на окраине, которая называлась посёлком Володарского. Его отец был на двадцать лет старше матери. Оба они были рабочими: Александр Николаевич — металлургом, Мария Ивановна — фрезеровщицей. Евгений Евстигнеев в шесть лет остался без отца, мать второй раз вышла замуж, но и отчим умер, когда Евгению было семнадцать.
До Великой Отечественной войны окончил семилетку и в 1941 году пошёл работать электромонтёром. Потом год проучился в дизелестроительном техникуме, после смерти отчима четыре года работал слесарем на заводе «Красная Этна», занимался в самодеятельности, играл джаз. Был очень музыкален, виртуозно играл на разных инструментах: гитаре, рояле, ударных.
В 1946 году был зачислен на первый курс Горьковского театрального училища (ныне Нижегородское театральное училище имени Е. А. Евстигнеева). Его однокурсниками были Михаил Зимин и Людмила Хитяева.  Окончив его в 1951 году, был распределён во Владимирский областной драматический театр имени А. Луначарского.
В 1954 году поступил сразу на третий курс в московскую Школу-студию имени В. И. Немировича-Данченко при МХАТ СССР, куда его взял ректор Вениамин Радомысленский. В середине 1955 года студенты Школы-студии МХАТ, среди которых был и Евстигнеев, создали «Студию молодых актёров», которая через год стала базой для нового театра «Современник». В 1956 году окончил Школу-студию МХАТ (курс П. В. Массальского) и был принят во МХАТ.

### Творческая деятельность
С 1957 года — актёр театра «Современник». Первую свою значительную роль в театре сыграл в 1960 году в спектакле «Голый король» по пьесе Е. Л. Шварца. После этого спектакля исполнитель главной роли — короля — актёр стал знаменитым. Последней его ролью в этом театре был Дорн в «Чайке» А. П. Чехова в 1970 году.
В 1964 году сыграл роль Дынина в дебютном фильме режиссёра Э. Г. Климова «Добро пожаловать, или Посторонним вход воспрещён».
В 1971 году вслед за О. Н. Ефремовым перешёл в труппу МХАТа. Первой его ролью на новой сцене стал Володя в спектакле «Валентин и Валентина» по пьесе М. М. Рощина.
В 1988 году сыграл роль профессора Преображенского в двухсерийном телефильме «Собачье сердце».
На рубеже 1990-х годов сыграл в Театре Антона Чехова Фирса в «Вишнёвом саде», в 1991 году — в АРТели АРТистов Сергея Юрского — Глова в спектакле «Игроки-XXI».
Всего снялся более чем в ста лентах в кино и на телевидении. Кроме вышеперечисленных фильмов запоминающиеся удачные роли были в фильмах «Зимний вечер в Гаграх», «Берегись автомобиля», «Золотой телёнок», «Зигзаг удачи», «Старики-разбойники», «Семнадцать мгновений весны», «Невероятные приключения итальянцев в России», «По семейным обстоятельствам», «Место встречи изменить нельзя», «Старый Новый год», «Гардемарины, вперёд!», «Ночные забавы», «Мы из джаза» . Последней ролью актёра в кино был царь Иван Грозный в фильме В. И. Ускова и В. А. Краснопольского «Ермак».
В 1976—1985 годах вёл педагогическую работу в Школе-студии МХАТ, с 1977 года — профессор. Также преподавал на Высших курсах сценаристов и режиссёров курс актёрского мастерства. С 1960 года — член КПСС.

### Смерть
У Евстигнеева были серьёзные проблемы с сердцем. Первый инфаркт случился у него в 1980 году. В 1986 году — второй инфаркт после смерти второй жены. В марте 1992 года ему должны были сделать в Лондоне сложнейшую операцию на сердце. Вместе с третьей женой Ириной он отправился туда 2 марта. После обследования, проведённого 4 марта, кардиохирург Терри Льюис объявил Евстигнееву, что в его случае у него нет шансов даже после операции. Почти сразу после консультации с ним случился очередной сердечный приступ, и уже через 4 часа он скончался, несмотря на все реанимационные мероприятия. Врачебный консилиум пришёл к заключению, что его могла спасти только пересадка донорского сердца.
Тело из Лондона самолётом переправили в Москву. Евгений Александрович Евстигнеев был похоронен 9 марта 1992 года на Новодевичьем кладбище, где позже был установлен памятник (участок № 10, ряд № 6, место № 18).
На родине в Нижнем Новгороде бронзовый памятник актёру установлен в сентябре 2006 года на Театральной площади (рядом с Нижегородским театром драмы имени Горького). Также в сентябре 2021 года рядом с Нижегородским институтом травматологии и ортопедии установлена скульптурная группа: Евгений Александрович в образе профессора Преображенского, а также пёс Шарик. Скульптура символизирует благодарность нижегородцев врачам.

## Личная жизнь
Первая жена (1955—1964) — Галина Волчек (1933—2019), актриса, театральный режиссёр, педагог. Герой Труда Российской Федерации (2017). Народная артистка СССР (1989). Сын — Денис Евстигнеев (род. 1961), режиссёр, кинооператор и продюсер. Лауреат Государственной премии СССР (1991).
Вторая жена (1966—1986) — Лилия Евстигнеева (Журкина) (1937—1986), театральная актриса. Прожили вместе 23 года, из них в браке 20 лет. Дочь — Мария Селянская (род. 1968), актриса театра. Внучка — Софья Максимовна Евстигнеева (Разуваева) (род. 1995), выпускница Школы-студии МХАТ (2017), курс Е. А. Писарева. С 2017 года актриса МХТ имени А. П. Чехова.
Третья жена (1986—1992) — Ирина Цывина (1963—2019), актриса.
Болел за московский футбольный клуб «Спартак» и ЦСКА (баскетбольный клуб, Москва).

## Творчество

### Роли в театре
Владимирский областной драматический театр имени Луначарского

| 1. 1951 — «Разлом» Б. А. Лавренёва — третий матрос 2. 1951 — «Поют жаворонки» К. Крапивы — Володя, шофёр 3. 1951 — «Снежок» В. А. Любимовой — Джон 4. 1952 — «Иван да Марья» В. А. Гольдфельда — Княжич 5. 1952 — «Ревизор» Н. В. Гоголя — почтмейстер Шпекин 6. 1952 — «Любовь Яровая» К. А. Тренёва — Швандя, Котов 7. 1953 — «Варвары» М. Горького — Притыкин | 1953 — «Ночь ошибок» О. Голдсмита — Тони Лумкинс 1953 — «Ромео и Джульетта» Шекспира — Меркуцио 1953 — «Оптимистическая трагедия» В. В. Вишневского — главарь анархистов 1953 — «Алёша Пешков» И. А. Груздева и О. Д. Форш — дядя Яков 1953 — «Дуэнья» Р. Б. Шеридана — Мендоза 1954 — «Порт-Артур» И. Ф. Попова и А. Н. Степанова — Иван Терешкин 1955 — «Соперники» Р. Б. Шеридана — Энтони Эпсолют |

Московский театр «Современник»

| 1. 1956 — «Вечно живые» В. С. Розова — Чернов 2. 1957 — «В поисках радости» В. С. Розова — дядя Вася 3. 1958 — «Матросская тишина» А. А. Галича — Абрам Ильич Шварц (спектакль был запрещён после просмотра) 4. 1958 — «Никто» Э. Де Филиппо — дон Чиро 5. 1958 — «Продолжение легенды» А. В. Кузнецова — Захар Захарович 6. 1959 — «Два цвета» А. Г. Зака и И. К. Кузнецова — Глухарь 7. 1959 — «Взломщики тишины» О. Скачкова — Роль 8. 1959 — «Пять вечеров» А. М. Володина — инженер 9. 1960 — «Голый король» Е. Л. Шварца — Король 10. 1961 — «Третье желание» В. Блажека — Старичок и Отец 11. 1961 — «Четвёртый» К. М. Симонова — Тэдди Франк 12. 1962 — «Старшая сестра» А. М. Володина — Мединский 13. 1962 — «Пятая колонна» Э. Хемингуэя — Управляющий | 1. 1962 — «По московскому времени» Л. Г. Зорина — Ларин 2. 1963 — «Назначение» А. М. Володина — Куропеев — Муравеев 3. 1963 — «Без креста» В. Ф. Тендрякова — Отец Дмитрий 4. 1964 — «В день свадьбы» В. С. Розова — Алексей Салов 5. 1965 — «Всегда в продаже» В. П. Аксёнова — профессор Аброскин 6. 1966 — «Обыкновенная история» И. А. Гончарова — граф 7. 1967 — «Традиционный сбор» В. С. Розова — Усов 8. 1967 — «Декабристы» Л. Г. Зорина — Чернышёв 9. 1967 — «Народовольцы» А. П. Свободина — Александр II 10. 1967 — «Большевики» М. Ф. Шатрова — А. В. Луначарский 11. 1967 — «Случай в Виши» А. Миллера — Австрийский князь (спектакль запрещён после просмотра, возобновлён в 1987 году без участия Е. А. Евстигнеева) 12. 1968 — «На дне» М. Горького — Сатин 13. 1970 — «Чайка» А. П. Чехова — Евгений Сергеевич Дорн |

МХАТ

| 1. 1971 — «Валентин и Валентина» М. М. Рощина — Володя 2. 1972 — «Сталевары» Г. К. Бокарева — Пётр Хромов 3. 1973 — «Старый Новый год» М. М. Рощина — Иван Адамыч 4. 1974 — «Медная бабушка» Л. Г. Зорина — Соболевский 5. 1975 — «Эшелон» М. М. Рощина — Фёдор Карлыч 6. 1975 — «Заседание парткома» А. И. Гельмана — Соломахин 7. 1975 — «Нина» А. Д. Кутерницкого — Желвин 8. 1976 — «Три сестры» А. П. Чехова — Иван Романович Чебутыкин 9. 1976 — «Иванов» А. П. Чехова — Матвей Семёнович Шабельский | 1. 1977 — «Обратная связь» А. И. Гельмана — Владимир Борисович Окунев 2. 1978 — «Горячее сердце» А. Н. Островского — Тарас Тарасыч Хлынов 3. 1979 — «Мы, нижеподписавшиеся…» А. И. Гельмана — Юрий Николаевич Девятов 4. 1979 — «Кино» И. Чурки — Хайтмански 5. 1982 — «Чайка» А. П. Чехова — Евгений Сергеевич Дорн 6. 1985 — «Дядя Ваня» А. П. Чехова — Александр Владимирович Серебряков 7. 1985 — «Серебряная свадьба» А. Н. Мишарина — Выборнов 8. 1987 — «Колея» В. К. Арро — Пришвин 9. 1987 — «Перламутровая Зинаида» М. М. Рощина — Табак 10. 1990 — «Чеховские страницы» А. П. Чехова — Чубуков (Предложение) |

Театр Антона Чехова
1. 1990 — «Вишнёвый сад» А. П. Чехова — Фирс

АРТель АРТистов Сергея Юрского
1. 1992 — «Игроки-XXI», постановка С. Ю. Юрского по пьесе Н. В. Гоголя «Игроки» — Глов

### Фильмография
| Год       |     | Название                                                     | Роль |
| --------- | --- | ------------------------------------------------------------ | --- |
| 1957      | ф   | Поединок                                                     | Петерсон                                                                                                  |
| 1958      | кор | Васисуалий Лоханкин                                          | Васисуалий Лоханкин                                                                                       |
| 1959      | ф   | Баллада о солдате                                            | водитель грузовика                                                                                        |
| 1959      | ф   | Три рассказа Чехова (новелла «Анюта»)                        | художник                                                                                                  |
| 1961      | ф   | В трудный час                                                | сосед Ольги                                                                                               |
| 1961      | ф   | Любушка                                                      | Филипп |
| 1961      | ф   | Человек идёт за солнцем                                      | Николай Черных, мотоциклист                                                                               |
| 1961      | ф   | Девять дней одного года                                      | Николай Иванович, физик                                                                                   |
| 1962      | ф   | Никогда                                                      | Александр Иванович Алексин                                                                                |
| 1962      | ф   | Молодо-зелено                                                | Жохов, священник                                                                                          |
| 1963      | ф   | Им покоряется небо                                           | Иван Сергеевич                                                                                            |
| 1963      | ф   | Сотрудник ЧК                                                 | Марков |
| 1964      | ф   | Добро пожаловать, или Посторонним вход воспрещён             | товарищ Дынин, начальник пионерского лагеря                                                               |
| 1964      | ф   | Хотите — верьте, хотите — нет…                               | сосед-профессор                                                                                           |
| 1964      | ф   | Верьте мне, люди                                             | Костюков («Татуированный»)                                                                                |
| 1965      | ф   | Верность                                                     | Иван Терентьевич                                                                                          |
| 1965      | ф   | Знойный июль                                                 | следователь                                                                                               |
| 1965      | ф   | Гиперболоид инженера Гарина                                  | Пётр Петрович Гарин                                                                                       |
| 1965      | ф   | Строится мост                                                | Синайский                                                                                                 |
| 1966      | ф   | Скверный анекдот                                             | Пралинский                                                                                                |
| 1966      | ф   | Старшая сестра                                               | Огородников, начальник Нади                                                                               |
| 1966      | ф   | Всадник над городом                                          | дядя Владя, экскурсовод                                                                                   |
| 1966      | ф   | Берегись автомобиля                                          | Евгений Александрович, режиссёр народного театра                                                          |
| 1966      | ф   | Крылья                                                       | Миша |
| 1967      | ф   | Они живут рядом                                              | Данилов                                                                                                   |
| 1967      | кор | Стюардесса                                                   | пьяный пассажир                                                                                           |
| 1968      | ф   | Золотой телёнок                                              | Александр Иванович Корейко                                                                                |
| 1968—1970 | с   | Штрихи к портрету В. И. Ленина                               | А. В. Луначарский                                                                                         |
| 1968      | ф   | Всего одна жизнь                                             | Г. В. Чичерин                                                                                             |
| 1968      | ф   | Зигзаг удачи                                                 | Иван Степанович Калачёв, директор автобазы, жених Алевтины                                                |
| 1968      | ф   | Это было в разведке                                          | фотограф                                                                                                  |
| 1969      | ф   | Старый дом                                                   | Яковлев                                                                                                   |
| 1969      | ф   | Мосты через забвение                                         | человек с гвоздями                                                                                        |
| 1969      | ф   | Странные люди (новелла «Братка»)                             | брат Васьки                                                                                               |
| 1969      | ф   | Обвиняются в убийстве                                        | Спиридонов, капитан, участковый инспектор милиции                                                         |
| 1969      | ф   | Чайковский                                                   | Г. А. Ларош                                                                                               |
| 1969      | ф   | Свой                                                         | Георгий Ефимович                                                                                          |
| 1970      | ф   | Бег                                                          | Парамон Ильич Корзухин, товарищ министра торговли Крыма                                                   |
| 1971      | ф   | Старики-разбойники                                           | Валентин Петрович Воробьёв, инженер, лучший друг Мячикова                                                 |
| 1971      | мтф | Вся королевская рать                                         | Ларсон |
| 1971      | ф   | Достояние республики                                         | Витоль, начальник уголовного розыска                                                                      |
| 1971      | ф   | Ход белой королевы                                           | Дрыжик |
| 1972      | ф   | Командир счастливой «Щуки»                                   | Степан Лукич                                                                                              |
| 1972      | ф   | Приваловские миллионы                                        | Иван Яковлевич                                                                                            |
| 1972      | ф   | Учитель пения                                                | инспектор жилконторы                                                                                      |
| 1972      | кор | Фитиль № 124 (сюжет «Вечер воспоминаний»)                    | пьяница в КПЗ                                                                                             |
| 1972      | кор | Фитиль № 125 (сюжет «Жертва гостеприимства»)                 | пьяный Дед Мороз                                                                                          |
| 1973      | с   | Семнадцать мгновений весны                                   | Вернер Плейшнер, профессор                                                                                |
| 1973      | ф   | Нейлон 100 %                                                 | Евгений Андрианович Бадеев, стоматолог                                                                    |
| 1973      | ф   | Невероятные приключения итальянцев в России                  | хромой итальянец-кладоискатель                                                                            |
| 1973      | с   | Старая крепость                                              | С. В. Петлюра                                                                                             |
| 1973      | ф   | Дача                                                         | Фёдор, художник                                                                                           |
| 1973      | мтф | Моя судьба                                                   | Тимофей Кожухов / Павел Тимофеевич Кожухов                                                                |
| 1974      | ф   | Жребий                                                       | профессор                                                                                                 |
| 1974      | мтф | Последнее лето детства                                       | Валентин Валентинович Навроцкий, начальник снабжения                                                      |
| 1974      | ф   | Ещё можно успеть                                             | Сеглин |
| 1974      | кор | Горизонт № 5 (сюжет «Чацкий — это я!»)                       | врач / доктор Уотсон                                                                                      |
| 1975      | док | Автомобиль и немного статистики                              | автомобилист                                                                                              |
| 1975      | ф   | На ясный огонь                                               | Пирамидов                                                                                                 |
| 1975      | ф   | Потрясающий Берендеев                                        | отец Берендеева                                                                                           |
| 1975      | ф   | Вкус халвы                                                   | визирь |
| 1975      | тф  | Гамлет Щигровского уезда                                     | Фёдор Михеич                                                                                              |
| 1975      | мтф | Вариант «Омега»                                              | Симаков                                                                                                   |
| 1976      | ф   | Легенда о Тиле                                               | священник                                                                                                 |
| 1976      | мтф | Дни хирурга Мишкина                                          | Филипп Иванович                                                                                           |
| 1976      | кор | Фитиль № 168 (сюжет «Без дураков»)                           | категоричный чиновник                                                                                     |
| 1976      | ф   | Жизнь и смерть Фердинанда Люса                               | Дигон |
| 1976      | ф   | Повесть о неизвестном актёре                                 | Пал Палыч Горяев                                                                                          |
| 1976      | ф   | Подранки                                                     | сторож |
| 1977      | тф  | Про Красную Шапочку                                          | Звездочёт                                                                                                 |
| 1977      | тф  | Нос                                                          | чиновник газетной экспедиции                                                                              |
| 1977      | тф  | По семейным обстоятельствам                                  | Николай, художник                                                                                         |
| 1977      | кор | Переезд                                                      | дядя Федя, работник технической службы железной дороги                                                    |
| 1978      | ф   | Кровь и пот                                                  | Чернов, генерал                                                                                           |
| 1979      | ф   | С любимыми не расставайтесь                                  | Хомак, сосед Вадима                                                                                       |
| 1979      | ф   | Примите телеграмму в долг                                    | Георг, отец Сашеньки                                                                                      |
| 1979      | мтф | Место встречи изменить нельзя                                | Пётр Ручников («Петька Ручечник»), вор в законе                                                           |
| 1980      | тф  | Старый Новый год                                             | Иван Адамыч, вездесущий сосед                                                                             |
| 1980      | с   | Атланты и кариатиды                                          | Сосновский                                                                                                |
| 1980      | ф   | Чёрная курица, или Подземные жители                          | батюшка, учитель богословия                                                                               |
| 1981      | ф   | Рождённые бурей                                              | Хейзе, полковник                                                                                          |
| 1981      | ф   | Любимая женщина механика Гаврилова                           | дядя Риты                                                                                                 |
| 1982      | ф   | Не хочу быть взрослым                                        | актёр, волнующийся в длительном ожидании съёмки на телевидении                                            |
| 1983      | ф   | Демидовы                                                     | Н. Д. Антуфьев                                                                                            |
| 1983      | тф  | Комический любовник, или Любовные затеи сэра Джона Фальстафа | герцог |
| 1983      | ф   | Мы из джаза                                                  | «Папа», вор-карманник                                                                                     |
| 1983      | ф   | И жизнь, и слёзы, и любовь                                   | Степан Степанович (Стаканыч)                                                                              |
| 1984      | ф   | Ещё люблю, ещё надеюсь                                       | Василий Васильевич                                                                                        |
| 1984      | тф  | Сказки старого волшебника                                    | новый король                                                                                              |
| 1984      | мтф | Предел возможного                                            | Куликов, профессор                                                                                        |
| 1984      | тф  | Перикола                                                     | вице-король                                                                                               |
| 1984      | ф   | Прохиндиада, или Бег на месте                                | зритель в зале                                                                                            |
| 1985      | ф   | Человек с аккордеоном                                        | Лопатин                                                                                                   |
| 1985      | ф   | Зимний вечер в Гаграх                                        | Алексей Иванович Беглов, степист                                                                          |
| 1986      | кор | Ты кто?..                                                    | дядя Сарай                                                                                                |
| 1986      | мтф | Джек Восьмёркин — «американец»                               | Кацауров, адмирал                                                                                         |
| 1987      | мтф | Гардемарины, вперёд!                                         | А. П. Бестужев, вице-канцлер                                                                              |
| 1987      | ф   | Моонзунд                                                     | фон Эссен, адмирал                                                                                        |
| 1987      | ф   | Следопыт                                                     | сахем племени сенеков                                                                                     |
| 1988      | тф  | Собачье сердце                                               | Филипп Филиппович Преображенский                                                                          |
| 1988      | ф   | Новые приключения янки при дворе короля Артура               | архиепископ                                                                                               |
| 1988      | ф   | Ёлки-палки!                                                  | Юрий Викторович                                                                                           |
| 1988      | ф   | Город Зеро                                                   | хранитель музея                                                                                           |
| 1989      | ф   | Пиры Валтасара, или Ночь со Сталиным                         | М. И. Калинин                                                                                             |
| 1989      | тф  | Биндюжник и Король                                           | Никифор, кучер                                                                                            |
| 1990      | ф   | Канувшее время                                               | Василий Данилович Челышев, академик                                                                       |
| 1990      | ф   | Яма                                                          | председатель суда                                                                                         |
| 1990      | кор | Путь                                                         | пожилой господин                                                                                          |
| 1990      | ф   | Шапка                                                        | Константин Баранов, писатель                                                                              |
| 1990      | ф   | Десять лет без права переписки                               | Исай Львович, профессор                                                                                   |
| 1990      | ф   | Сукины дети                                                  | Андрей Иванович Нанайцев                                                                                  |
| 1990      | ф   | …По прозвищу «Зверь»                                         | старый зэк                                                                                                |
| 1991      | ф   | Как живёте, караси?                                          | Анатолий, диссидент, карась-эмигрант                                                                      |
| 1991      | ф   | Виват, гардемарины!                                          | А. П. Бестужев, вице-канцлер                                                                              |
| 1991      | тф  | Ночные забавы                                                | Александр Григорьевич Андрющенко, саксофонист                                                             |
| 1992      | ф   | Гардемарины III                                              | А. П. Бестужев, канцлер                                                                                   |
| 1992      | ф   | Глас вопиющий                                                | палач |
| 1992      | ф   | Сны о России                                                 | Буш, придворный садовник                                                                                  |
| 1992      | ф   | Лавка «Рубинчик» и…                                          | «профессор» (последний фильм)                                                                             |
| 1996      | мтф | Ермак                                                        | Иван Грозный (последняя роль в кино, фильм закончен после смерти актёра, роль озвучена С. Н. Арцибашевым) |

### Телеспектакли
1. 1969 — Ждите моего звонка
2. 1972 — Былое и думы (6-я серия «Владимир-на-Клязьме») — Трензинский
3. 1972 — Былое и думы (8-я серия «Новгород») — чтец
4. 1972 — На дне — Сатин
5. 1977 — А. П. Чехов. Три сестры — Иван Романович Чебутыкин
6. 1977 — Заседание парткома — Лев Алексеевич Соломахин
7. 1978 — Мораль пани Дульской — Пан Дульский
8. 1981 — Этот фантастический мир. Выпуск № 6 (телеспектакль) («Уровень шума») — Кеннет Беркли
9. 1983 — В городе хорошая погода… — секретарь райкома Василий Сергеевич
10. 1983 — Человек из страны Грин — Франк Давенант
11. 1984 — Три сестры — Иван Романович Чебутыкин
12. 1987 — Игра в детектив — инспектор полиции
13. 1992 — Вишнёвый сад — Фирс
14. 1993 — Игроки-XXI — Михаил Глов

### Озвучивание мультфильмов
1. 1977 — Бравый инспектор Мамочкин — инспектор Мамочкин
2. 1978 — Как тоску одолели — от автора / Морской Ветер
3. 1985 — Чертёнок с пушистым хвостом — Толстый Пёс
4. 1986 — Маленькая колдунья (Чехословакия) — Ворон

### Озвучивание фильмов
1. 1962 — Деловые люди — горожанин
2. 1966 — Мангышлак. Начало пути — текст от автора
3. 1972 — Кузнец Огнев (документальный) — читает
4. 1987 — Она с метлой, он в чёрной шляпе — Ворон
5. 1992 — Арбитр — голос за кадром

### Участие в фильмах
1 1977 — Любите ли вы театр? (документальный)

### Радиоспектакли
- 1956 — В. М. Кожевников «Заре навстречу» (реж. С. М. Богомазов) — Ян Витол
- 1959 — М. С. Бубеннов «Орлиная степь» (реж. В. С. Турбин) — Деряба
- 1959 — А. Югов «На большой реке» (реж. В. С. Турбин) — Яшка Носач
- 1959 — А. Мальц «Дела О’кей» (реж. Н. В. Александрович) — безработный
- 1959 — Р. Митчелл «Жена за полкроны» (реж. М. Микаэлян) — Исайя Джонс[16]
- 1959 — Е. Анучина, Н. Ромова «Новоселье» (реж. М. Микаэлян) — Яков Петрович Станицын
- 1960 — А. Каххар «Птичка-невеличка» (реж. Б. Г. Голубовский) — ведущий
- 1960 — А. П. Гайдар «Дальние страны» (реж. Н. В. Литвинов) — Иван Михайлович
- 1960 — И. Ретес «Город, в котором мы будем жить» (реж. М. Микаэлян) — Альфонсо[17]
- 1960 — С. П. Антонов «Порожний рейс» (реж. В. С. Турбин) — Аким
- 1961 — С. Сартаков «Не отдавай королеву» (реж. В. С. Турбин) — Илья Шахворостов
- 1961 — А. Чаковский «Дороги, которые мы выбираем» (реж. В. Турбин) — Полесский, редактор газеты
- 1961 — Евгений Карпов «Сдвинутые берега» (реж. Николай Макеев) — Каспаров, начальник строительства
- 1964 — Л. Жуховицкий «Я сын твой, Москва» (реж. М. Микаэлян) — Сапин
- 1965 — Ю. Казаков «Поморское сердце» (реж. А. Кричко) — от автора
- 1966 — В. Шукшин «Случай в бензогородке» (реж. Н. Юрченко) — Егор Иванович
- 1966 — В. Кожевников «Щит и меч» (реж. С. Баранов) — Дитрих
- 1967 — В. Киршон «Хлеб» (реж. Т. Заборовская) — Котихин
- 1967 — Я. Рудский «95-16» (реж. В. Чернышёва) — Визнер
- 1967 — М. Яриш «Остановка в пути» (реж. А. Кричко) — автомобилист
- 1967 — П. Панчев «Ты ещё жив, Ромео!» (реж. Г. Аврамова) — «Главный»
- 1968 — А. Саранцев «Первопечатник Иван Фёдоров» (реж. Т. Шиловская) — Иван Грозный
- 1968 — И. Назаров «Сергей Лазо» (реж. В. М. Георгиев) — атаман Семёнов
- 1968 — Л. Никулин «Операция „Трест“» (реж. Л. А. Пчёлкин) — Стауниц[18]
- 1968 — В. Скотт «Айвенго» (реж. Н. Александрович) — Исаак из Йорка[19]
- 1968 — Уйгун «Легенда о Фархаде и Ширин» (реж. А. Футликов) — Хысров, колдун
- 1969 — Л. Сапожников «Член исполкома Коминтерна» (реж. Б. Дубинин) — чиновник
- 1969 — В. Осеева «Динка прощается с детством» (реж. Е. Агуров) — шпик
- 1969 — Ю. Фучик «Репортаж с петлёй на шее» (реж. Нина Голубева, Ю. Н. Пузырёв) — Йозеф Высушил
- 1969 — А. А. Суров «Сергей Есенин» (реж. М. Попова) — А. В. Луначарский
- 1969 — Д. Шош «Юлика» (реж. Л. Бакша-шош) — Такач
- 1969 — В. Крепс, К. Б. Минц «Клуб знаменитых капитанов. Встреча 77-я» (реж. В. Иванов) — Джон Сильвер
- 1970 — В. Кин «По ту сторону» (реж. И. Мироненко) — доктор
- 1970 — Р. Немировская «В феодальном поместье» (реж. Н. Корженевская) — Радхольд
- 1970 — А. Кучаев «Слепая посадка» (реж. Т. Заборовская) — командир корабля
- 1970 — И. Назаров «Минус один» (реж. В. Н. Сергачёв) — Фёдор Иванович Дума
- 1970 — М. Твен «Приключения Гекльберри Финна» (реж. О. П. Табаков) — Король[20]
- 1971 — Л. Н. Толстой «Братья Козельцовы» (реж. Н. Александрович) — Козельцов-старший
- 1971 — Ф. Малютин «На круче» (реж. Л. А. Пчёлкин) — дед Данила
- 1971 — Я. Домагалик «Иду к себе» (реж. Н. Корженевская) — мужчина
- 1971 — А. Шерель «Феликс Дзержинский» (реж. В. Волынский) — Я. М. Свердлов
- 1971 — М. Лагун «Товарищ Свердлов» (реж. В. Волынский) — Я. М. Свердлов
- 1971 — М. Ткачёв, Ф. Берман «Волшебный жемчуг» (реж. Ф. Берман) — Звездочёт / Тигр
- 1971 — О. Сергиев «Вперёд, сыны Эллады!» (реж. Л. Веледницкая) — Менон
- 1971 — Б. М. Сарнов, С. Б. Рассадин «Этого не может быть, потому что этого не может быть никогда»
- 1971 — Б. Сарнов, С. Рассадин «По щучьему велению, по моему хотению»
- 1972 — В. И. Любовцев (реж. В. Волынский) «И вечный бой» — Геринг
- 1972 — Абу-Бакар «Ожерелье для моей Серминаз» (реж. Т. Заборовская) — Кадар[21]
- 1972 — Р. Э. Распе «Приключения барона Мюнхгаузена» (реж. О. Г. Герасимов) — Барон Мюнхгаузен[22]
- 1973 — Е. М. Помещиков «Загадка Паноптикума восковых фигур» (реж. Т. Сапожникова)
- 1974 — Е. Помещиков «Детектив Иван Курашкин» (реж. Т. Сапожникова)
- 1974 — А. Бухов «Рассказы об Италии»
- 1975 — Ги де Мопассан «Забытые свидетели» (реж. Я. Губенко) — Футляр[23]
- 1976 — О. М. Куваев «Территория» (реж. Я. Губенко) — Чинков
- 1976 — Б. Житков «Механик Салерно» (реж. Б. Тираспольский) — Салерно[24]
- 1977 — К. А. Федин «Первые радости» (реж. Т. Заборовская) — прокурор
- 1979 — Ю. П. Герман «Милиционер Иван Лапшин» (реж. В. Салюк) — Корнюха[25]
- 1980 — Л. Я. Треер «Парадокс Симы»
- 1982 — А. П. Чехов «Злоумышленники»[26]
- 1983 — Ф. В. Гладков «Цемент» (реж. Э. Кольбус)
- 1983 — У. Коллинз «Лунный камень» (реж. Н. Александрович) — Беттередж[27]
- 1984 — М. С. Пляцковский, Ф. Олин «Аз-Буки-Веди» (реж. В. Шведов) — академик Белоглавов
- 1986 — З. В. Чернышёва «Первый президент» (реж. В. Иванов) — Потёмкин
- 1986 — И. А. Минутко «Давно, когда была юность» (реж. Н. Бирюлина) — Иван Иванович Волков
- 1987 — М. де Сервантес «Дон Кихот» (реж. Н. Александрович) — Санчо Панса[28]
- 1987 — П. Ф. Нилин «Испытательный срок» (реж. Н. Киселёва) — Курычев
- 1987 — В. Баумерт «Мальчик из Вупперталя (Детство Фридриха Энгельса)» (реж. Ф. Тобиас) — Патер
- 1988 — Л. А. Филатов «Про Федота-стрельца, удалого молодца» (реж. А. Горовацкий) — Царь (аудиоспектакль выпущен в 2002 году)
- 1988 — И. С. Фесуненко «Ничего, кроме правды» (реж. Э. Верник) — полковник Хименес
- 1988 — Дж. К. Джером «Томми» (реж. А. Айгистов) — Питер Хоуп[29]
- 1989 — З. Чернышёва «Неутомимый» (реж. Н. Бирюлина) — П. А. Семёнов-Тян-Шанский
- 1989 — А. Линдгрен «Рони — дочь разбойника» (реж. А. Айгистов) — лысый пэр[30]
- 1990 — Е. П. Петров, И. А. Ильф «Двенадцать стульев» (реж. Н. Киселёва) — отец Фёдор[31]
- 1990 — А. Т. Аверченко «Осколки разбитого вдребезги» (реж. Е. Резникова)[32]

### Работа на телевидении
- 1989 — «Новогоднее представление» — закадровый текст

## Звания и награды
- Заслуженный артист РСФСР (1968)
- Народный артист РСФСР (1974)
- Народный артист СССР (1983)
- Государственная премия СССР (1974) — за исполнение роли Петра Хромова в спектакле «Сталевары»
- Государственная премия РСФСР в области кино и телевидения (1990) — за исполнение роли Филиппа Филипповича Преображенского в телевизионном фильме «Собачье сердце» (1988)
- Орден Трудового Красного Знамени (28 июня 1982) — за заслуги в производстве советских телевизионных фильмов и активное участие в создании фильма «Семнадцать мгновений весны»[33]
- Орден Ленина (1986)
- Медаль «За доблестный труд в Великой Отечественной войне 1941—1945 гг.»
- Премия «Хрустальная Турандот» в номинации «За долголетнее и доблестное служение театру» (1992)[34]

## Память
- 1996 — «Реквием» (документальный)
- 2001 — «Евгений Евстигнеев. „Евсти-Гений“» («Культура»)[35]
- 2004 — «Евгений Евстигнеев. „Мой серебряный шар“» («Россия»)[36]
- 2005 — «Евгений Евстигнеев. „Последние 24 часа“» (телепередача)
- 2006 — Евгений Евстигнеев (из цикла телепередач «ДТВ» «Как уходили кумиры») (документальный)
- 2006 — «Евгений Евстигнеев. „Острова“» («Культура»)[37]
- 2006 — «Евгений Евстигнеев. „Посторонним вход воспрещён“» («ТВ Центр»)[38]
- 2007 — «Три любви Евгения Евстигнеева» («Первый канал»)[39]
- 2008 — «Евгений Евстигнеев. „Разбитое сердце“» («Россия»)[40]
- 2011 — «Три жизни Евгения Евстигнеева» («Первый канал»)[41]
- 2012 — «Евгений Евстигнеев. „Легенды мирового кино“» («Культура»)[42]
- 2016 — «„Раскрывая тайны звёзд“: Евгений Евстигнеев» («Москва 24»)[43]
- 2016 — «Евгений Евстигнеев. „Последний день“» («Звезда»)[44]
- 2016 — «Евгений Евстигнеев. „Я понял, что я вам ещё нужен“» («Первый канал»)[45][46][47]
- 2016 — «Евгений Евстигнеев. „Мужчины не плачут“» («ТВ Центр»)[48]
- 2017 — «Евгений Евстигнеев. „Легенды кино“» («Звезда»)[49]
- 2019 — «XX век. „Встречи с Евгением Евстигнеевым“» («Культура»)[50]
- 2019 — «„Звёзды советского экрана“: Евгений Евстигнеев» («Москва 24»)[51]
- 2019 — «„Тайны кино“: лучшие роли Евгения Евстигнеева» («Москва 24»)[52]
- 2020 — «„Это было смешно“: „А не замахнуться ли нам?..“ Весёлые импровизации Евгения Евстигнеева» («Москва 24»)[53]

Другое:
- Во Владимирской области учреждена театральная премия имени Е. А. Евстигнеева[54].
- 10 октября 2011 года в Нижегородском театре «Комедия» был открыт IX традиционный фестиваль-конкурс имени Е. А. Евстигнеева[55].
- 9 октября 2014 года установлена мемориальная доска на улице Бакунина в Канавинском районе Нижнего Новгорода, где актёр прожил первые 8 лет жизни[56].
- 19 июня 2019 года депутаты Думы Нижнего Новгорода приняли решение назвать сквер на Театральной площади именем Евгения Евстигнеева[57][58]. Там же установлена мемориальная лавочка с памятником актёру.
- Нижегородское театральное училище носит имя Е. А. Евстигнеева[59].